# 横浜駅みなみ東口地区第一種市街地再開発事業

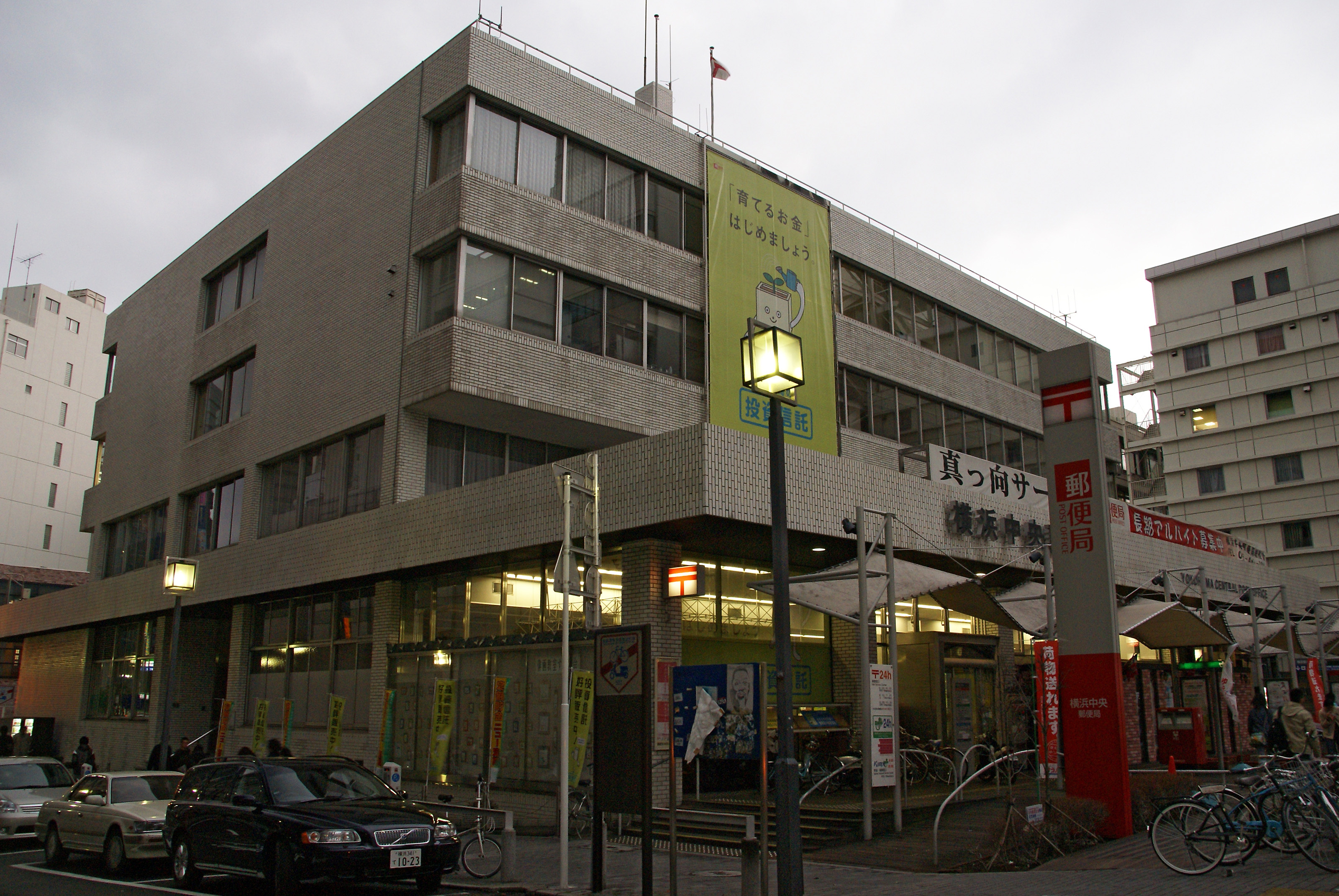
横浜中央郵便局（2007年3月）

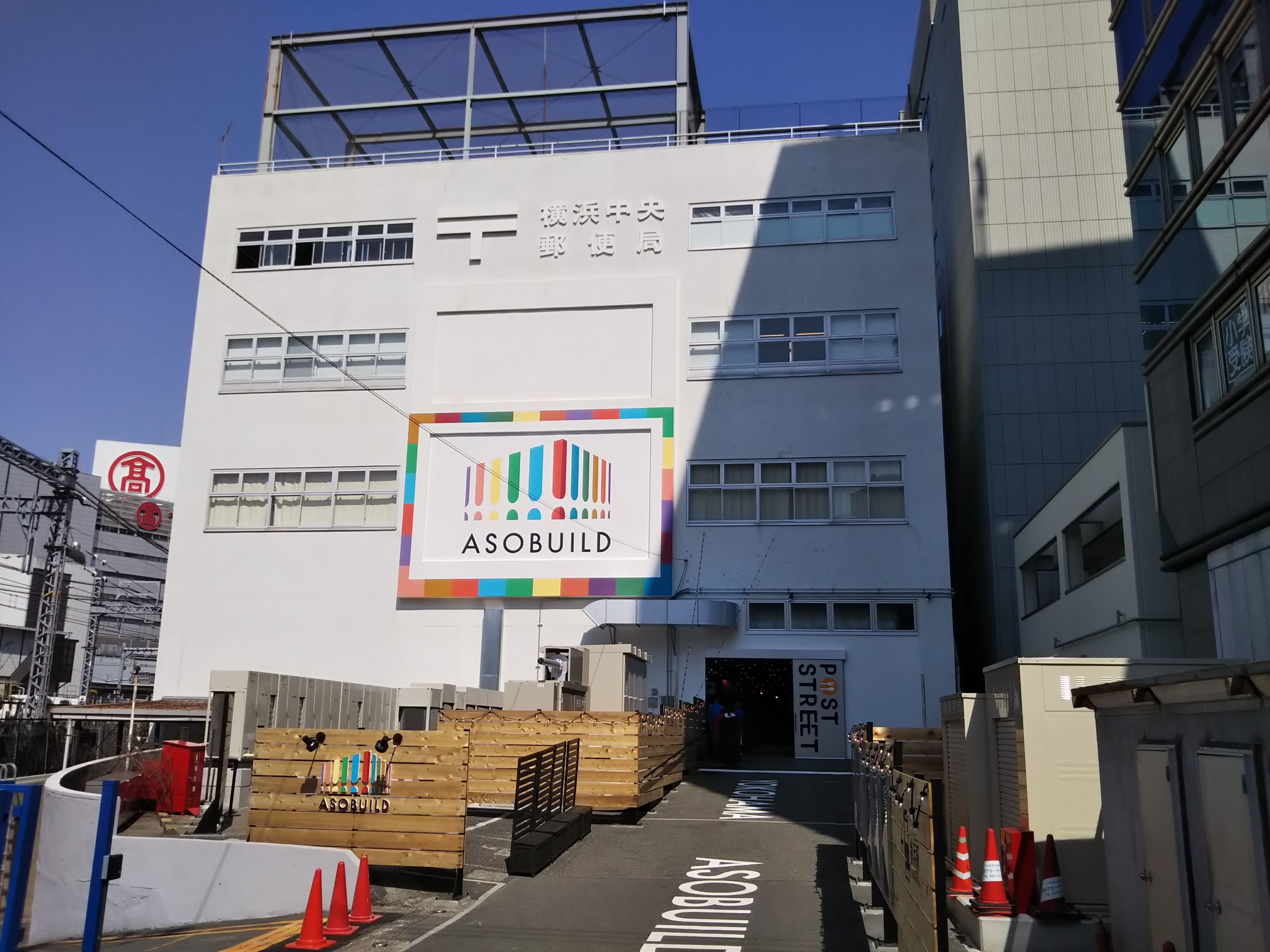
アソビル（2019年3月）

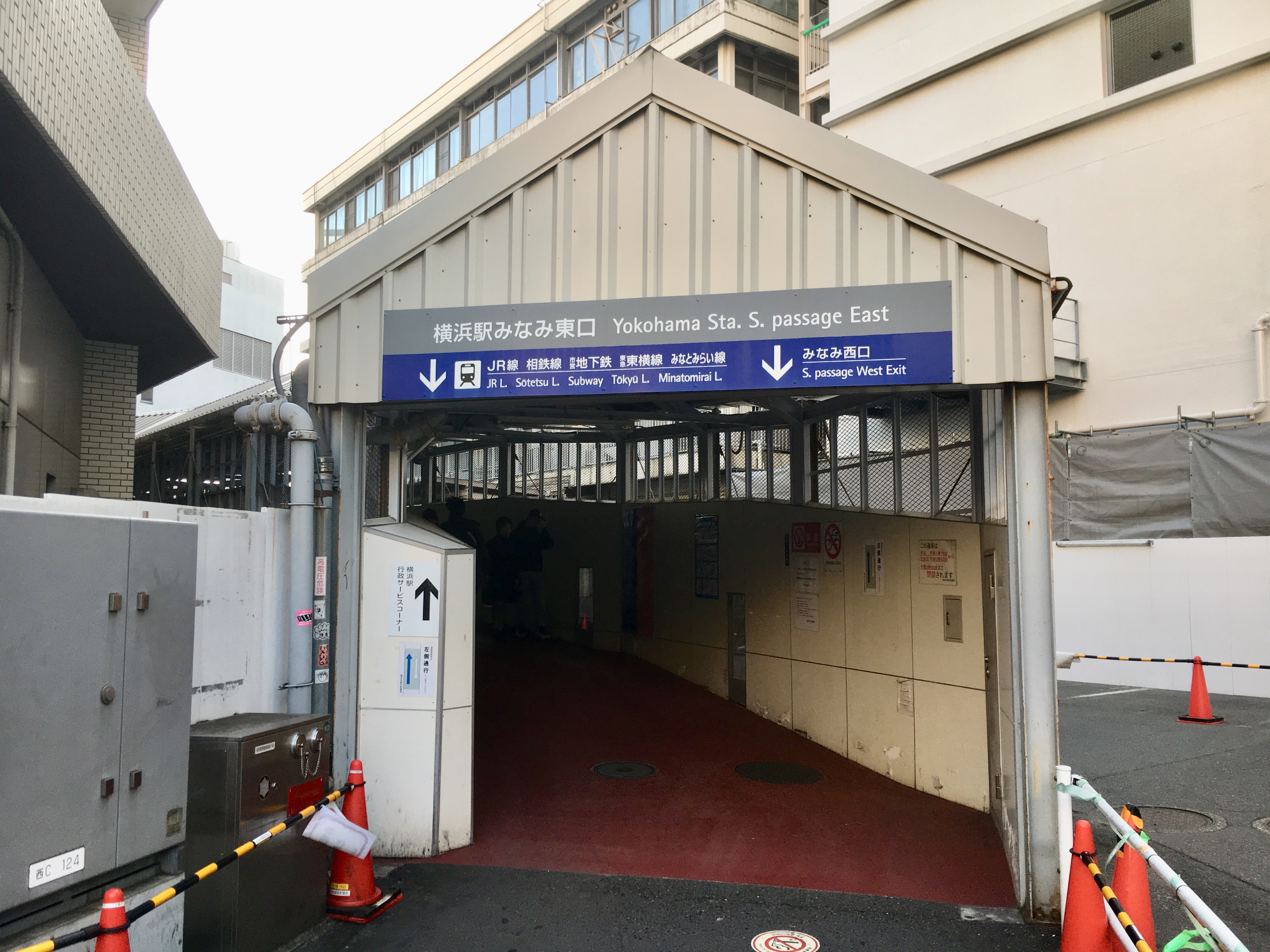
みなみ東口暫定通路出口（2019年3月）

横浜駅みなみ東口地区第一種市街地再開発事業（よこはまえきみなみひがしぐちちくだいいっしゅしがいちさいかいはつじぎょう）は、神奈川県横浜市西区にある再開発計画。2024年6月10日に崎陽軒を理事長として再開発準備組合が設立され、日本郵政不動産株式会社、東日本旅客鉄道株式会社（JR東日本）、京浜急行電鉄株式会社が事業協力者として選定された。
再開発区域「横浜駅みなみ東口地区」は「エキサイトよこはま22（横浜駅周辺大改造計画）」の「センターゾーン」内にあり、「ステーションオアシス地区」とも呼ばれる。横浜駅東口（みなみ東口および中央東口）の駅前に位置し、準備組合による再開発検討範囲の広さは約1.3 haである。現在は横浜中央郵便局、アソビルなどの施設が立地する。

## 概要
2006年に日本郵政、JR東日本、京浜急行電鉄、横浜市の4者で、「横浜駅東口地区開発（ステーションオアシス）推進協議会」を設立。その後、市では2013年度（2014年3月中）に当地区の再開発（対象となるビルや駅前広場、歩行者デッキ、市道）に関する大まかな概要などを盛り込んだ基本構想をまとめる方針を示し、さらに都市再生特別措置法の申請期限が2017年3月31日までとなっているため、それまでに都市計画を制定する方針を示していたが、2017年度に歩行者ネットワークなどに関する「エキサイトよこはま22横浜駅みなみ東口地区」（約2.5 ha）の地区計画が決定された。
2024年6月10日に崎陽軒を理事長、日本郵政不動産、JR東日本、京浜急行電鉄を事業協力者として「横浜駅みなみ東口地区市街地再開発準備組合」が設立、翌2025年4月15日には当地区の環境影響評価手続「計画段階配慮書」が公開され、地下3階・地上45階建て（塔屋含む最高高さ約231m/建築物の高さ約218m）の超高層ビルを建築し、工期予定（事業スケジュール案）として2028年度に着工し2037年度の完成・供用を目指す事業計画が明らかとなった。なお、今回の再開発が実施されるのは前述の地区計画の範囲のうちJR根岸線の手前までとなり、JR線に囲まれた西側区域や東横線跡地などは除外されている。
事業計画などによると、建物には商業施設（低層部：地下2階〜地上6階）、オフィス（中層部：地上15階〜33階階）、ホテル・サービスアパートメント（高層部：地上35階〜44階）などの施設が入居し、地下から地上、デッキレベルまでスムーズに移動できる「ターミナルコア」（結節空間）を整備することで、立体的な歩行者ネットワークを形成。また、現状暫定的な見た目のみなみ東口通路出口付近に位置しており、当開発に合わせて再整備が見込まれているほか、地下ではみなみ通路（JR南改札）や地下街「横浜ポルタ」に接続、さらにデッキレベルではエキサイトよこはま22における当地区と連携した整備方針として、「国道横断デッキ」により横浜新都市ビル（そごう横浜店）と横浜スカイビル間にある2階デッキ「はまテラス」と、「帷子川横断デッキ」により高島二丁目地区方面の「万里歩道橋」と接続し、双方からみなとみらい地区との接続強化が図られる計画となっている。この他、当開発区域のうちA街区に該当する前述の建物部分より、B街区に該当する京急本線上部まで跨ぐ低層部のデッキ（地上3階レベルの屋上ガーデンおよび下部はピロティ）を整備し、屋上には空飛ぶクルマの離着陸場（バーティポート）の設置も検討されている。